# Laura Belli
Pour les articles homonymes, voir Belli.
Laura Belli (née à Naples le 11 novembre 1947) est une actrice, réalisatrice et chanteuse italienne.

## Biographie
Après avoir terminé ses études au Centre expérimental de cinématographie et à l'Académie d'art dramatique, elle fait ses débuts au cinéma en 1969 dans un film érotique de la veine historico-conventuelle : La Religieuse de Monza. Plus tard, le cinéma l'appellera pour jouer des rôles principalement dramatiques, souvent dans des films policiers. Mais sa popularité viendra surtout de la télévision, où dans les années 1970, après avoir fait ses débuts en tant que présentatrice de la rubrique Coming soon, elle a participé à des scénarios très réussis, dont Le Signe du commandement (1971) et J'ai rencontré une ombre (1974), Entrambi par Daniele D'Anza, Le long de la rivière et sur l'eau par Alberto Negrin (1973) et Gamma par Salvatore Nocita (1975).
Dans la seconde moitié des années 1970, Laura Belli réduira considérablement sa présence sur le petit et le grand écran. Son dernier film d'actrice remonte à 1980.
Vingt ans plus tard, cependant, elle fait ses débuts en tant que réalisatrice dans un film appelé Film. Malgré le casting, qui comprend des actrices telles que Laura Morante et Maddalena Crippa, il reste mal distribué et infructueux et on perd à nouveau les traces de Laura Belli.

## Filmographie

### Actrice

#### Cinéma
- 1969 : La stagione dei sensi de Massimo Franciosa : Monica
- 1969 : La Religieuse de Monza (La monaca di Monza) de Eriprando Visconti : soeur Candida
- 1969 : Faccia da schiaffi (it) d'Armando Crispino : Anna Maria
- 1969 : Sept hommes pour Tobrouk (La battaglia del deserto) de Mino Loy : Barbara
- 1972 : Société anonyme anti-crime (La polizia ringrazia) de Stefano Vanzina : Annamaria Sprovieri
- 1973 : Le Grand Kidnapping (La polizia sta a guardare) de Roberto Infascelli : Laura Ponti
- 1973 : Il figlioccio del padrino (it) de Mariano Laurenti : Apollonia Trizzino
- 1974 : I giorni della Chimera de Franco Corona
- 1974 : La rançon de la peur (Milano odia: la polizia non può sparare) d'Umberto Lenzi : Marilù Porrino
- 1975 : Il caso Raoul de Maurizio Ponzi : Erika, le premier amour de Raoul
- 1976 : Hanno ucciso un altro bandito (it) de Guglielmo Garroni (de) : Amanda
- 1977 : L'Homme de Corleone (L'uomo di Corleone) — film inachevé de Duilio Coletti
- 1979 : Porci con la P.38 de Gianfranco Pagani : Gloria
- 1979 : Corléone à Brooklyn (Da Corleone a Brooklyn) d'Umberto Lenzi : Paola
- 1980 : Ombre de Giorgio Cavedon : Susanna

#### Télévision
- La casa di Bernarda Alba, mise en scène de Daniele D'Anza (1971)
- Il segno del comando (it) - mini série TV, réalisée par Daniele D'Anza (1971) : une jeune fille
- Viaggio di andata - téléfilm, réalisé par Alessandro Cane (1972)
- Lungo il fiume e sull'acqua (it) - mini série TV, réalisée par Alberto Negrin (1973) : Katherine Sheldon
- La porta sul buio - mini série TV, épisode Il vicino di casa (1973) : Stefania
- Ho incontrato un'ombra (it) - mini série TV, réalisée par Daniele D'Anza (1974) : Catherine Jobert
- Gamma - mini série TV, réalisée par Salvatore Nocita (1975) : Marianne Laforet
- Castigo (it) - mini série TV, réalisée par Anton Giulio Majano (1977) : Laura
- Paura sul mondo - mini série TV, réalisée par Domenico Campana (1979) : Barbara
- L'enigma delle due sorelle (it) - mini série TV, réalisée par Mario Foglietti (1980) : Doretta Rastelli/Claudia Mariani

### Réalisatrice et scénariste
- 2000 : Film

## Émissions de télévision
- Il mondo è bello perché è piccolo (1975)
- Chi? (it) (1976)

## Discographie partielle
- 1976 - Solo tre note/Per...( Dischi Ricordi, SRL 10.784)